# Paluszki rybne

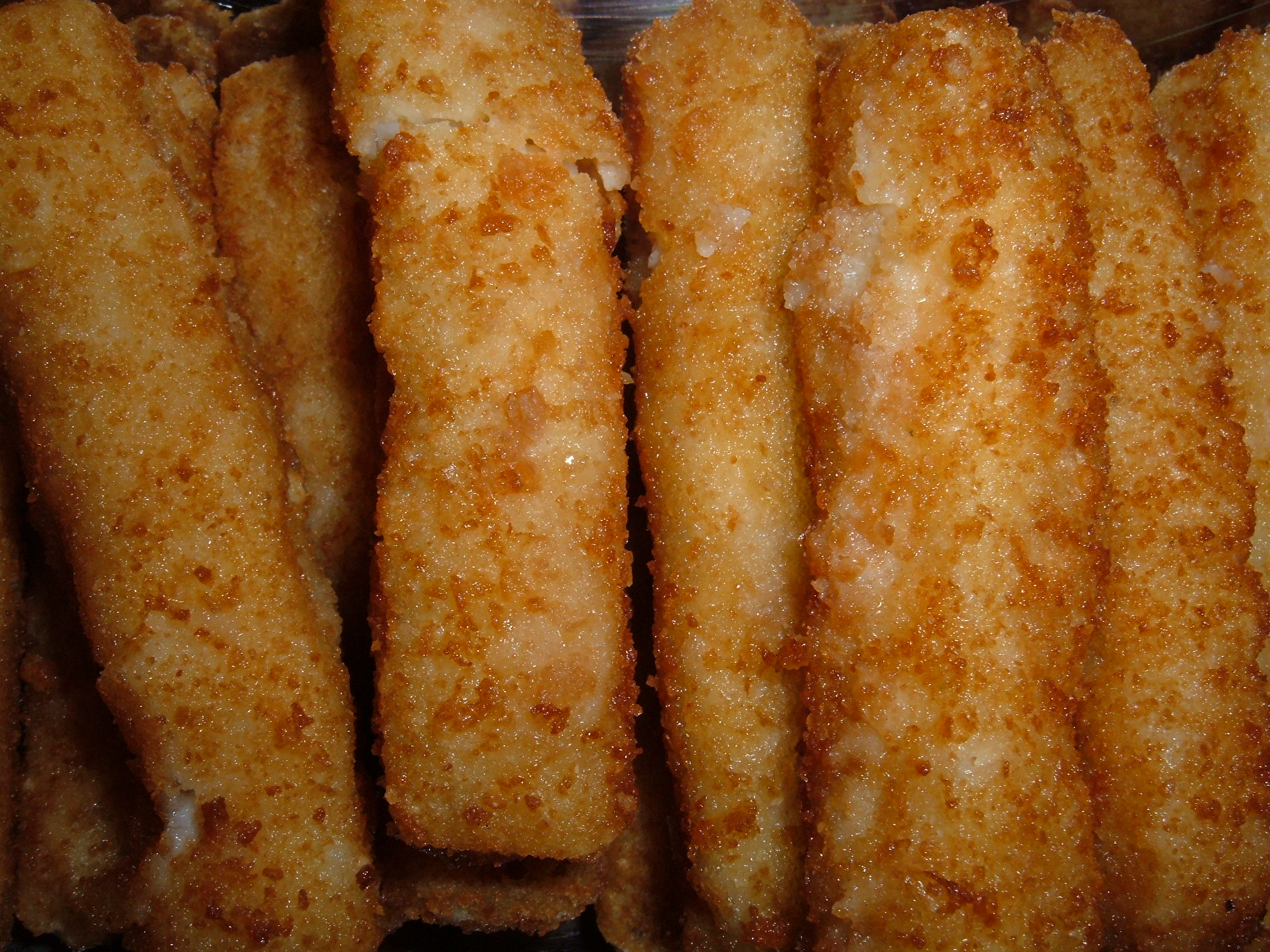
Paluszki rybne

Paluszki rybne – półprodukt spożywczy w postaci niewielkich (około 30 gramów) bloków mrożonego mięsa rybiego w gotowej panierce.
Paluszki rybne znane są od około 1955 r. Pod marką Birds Eye Fish Fingers pojawiły się w Wielkiej Brytanii, jako próba ożywienia tamtejszego rynku ryb. Później rozpowszechniły się także w innych krajach i kształtach (np. rybek).
Dzięki łatwej do przygotowania formie gotowego produktu i efektownej postaci paluszki rybne są popularnym składnikiem domowego menu, szczególnie lubianym przez dzieci.

## Produkcja
Paluszki produkuje się najczęściej z filetów białego mięsa ryb: dorsza, mintaja, morszczuka lub czarniaka.
Produkcja rozpoczyna się jeszcze na trawlerze lub kutrze, gdzie ryby są patroszone, filetowane, skórowane i zamrażane. Następnie docierają do zakładów przetwórczych, w których są dalej obrabiane do postaci właściwych paluszków i panierowane w mące i bułce tartej z przyprawami. Tak przygotowany produkt jest krótko podsmażany w celu utwardzenia panierki i ponownie zamrażany.
Skład paluszków rybnych zależy od producenta. Tańsze wersje paluszków rybnych zawierają około 35% ryb (zmielonych), droższe wersje zawierają około 55% filetów rybnych.